# 黑似天竺魚
黑似天竺魚（学名：Apogonichthyoides niger），又稱黑擬天竺鯛，俗名目擇仔、大目側仔，為輻鰭魚綱鈎頭魚目天竺鯛科的其中一個種。其种加词“niger”意为“黑色的”。

## 分布
本魚分布於西北太平洋區，包括日本神奈川縣南部、台灣及南海海域。

## 深度
水深3至50公尺。

## 特徵
本魚體極高、側扁。眼徑約等於吻長。下顎為突出。體色棕色，體側有可區別的深帶垂直暗帶；尾鰭透明，其它各鰭呈黑色。與黑鰭天竺鯛極相似。背鰭硬棘8枚；背鰭軟條9枚；臀鰭硬棘2枚；臀鰭軟條8枚，體長可達12公分。

## 生態
本魚大多棲息在內灣有滾石的砂泥底上，並不組成群體。產卵期約在每年之6至8月間，雄魚與雌魚交配後，雄魚會將卵含在口中保護，孵化之。以多毛類及其他無脊椎動物為食。

## 經濟利用
多作為下雜魚處理，製成魚粉。亦可蓄養作觀賞魚。